# Châtres (Seine-et-Marne)
Pour les articles homonymes, voir Châtres.
Châtres (prononcé [ ʃɑtʁ]) est une commune française située dans le département de Seine-et-Marne en région Île-de-France.

## Géographie

### Localisation

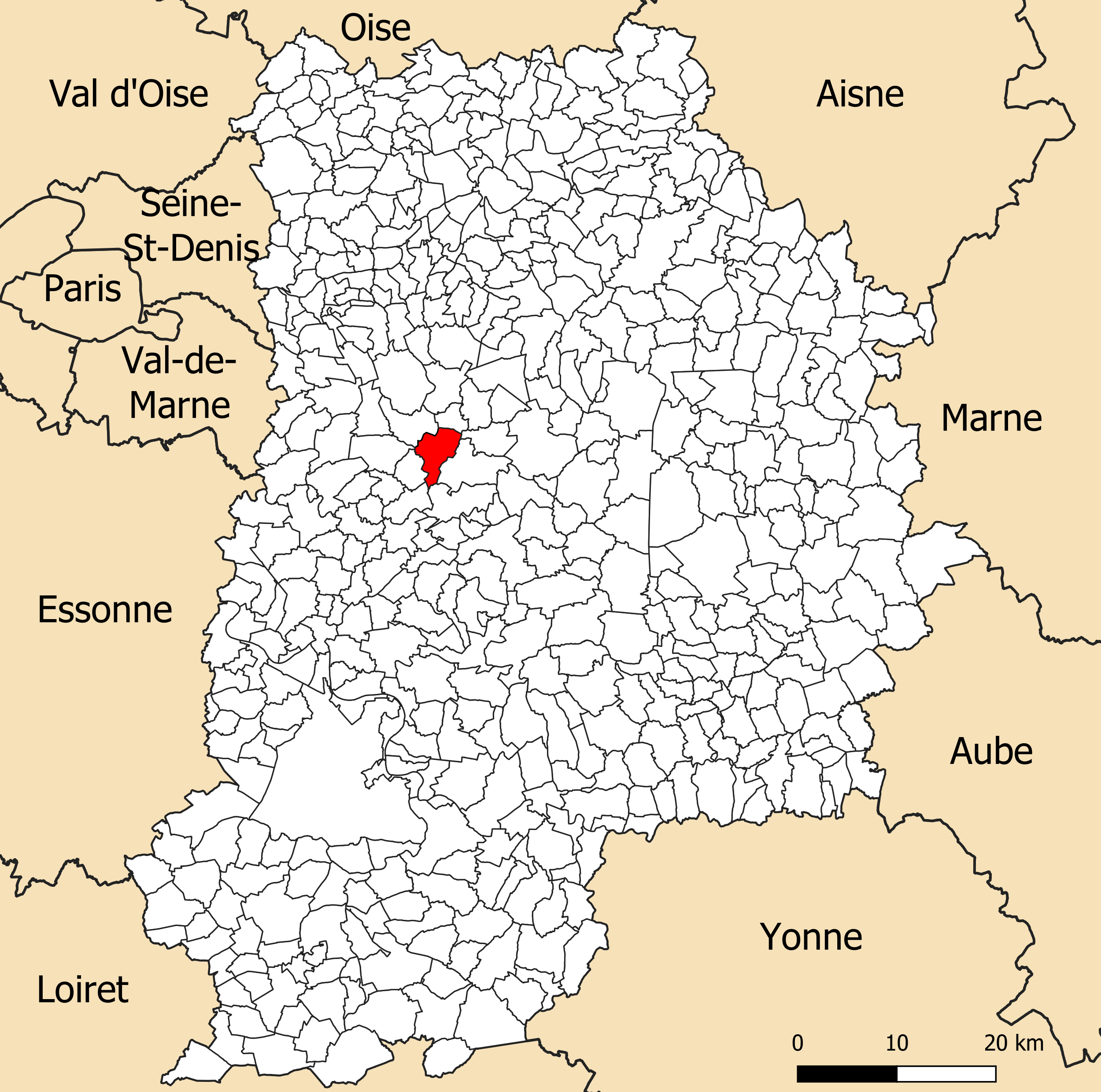
Localisation de la commune de Châtres dans le département de Seine-et-Marne.

Châtres est une commune de la grande couronne de la région Île-de-France.
La commune est située à 40 km des portes de Paris, 24 km de Melun et 35 km de Meaux.

### Géologie et relief
La commune est classée en zone de sismicité 1, correspondant à une sismicité très faible.

#### Géologie
La plateforme structurale supérieure de la Brie est constituée par une couche de pierre de meulières datant du Sannoisien. L’exploitation de ces pierres de meulières a fourni un matériau de construction très utilisé dans la commune. La couche de meulières est surmontée par un manteau plus ou moins régulier de limons des plateaux qui sont constitués par des dépôts argilo-sableux fins et compacts d’une fertilité importante.

#### Relief

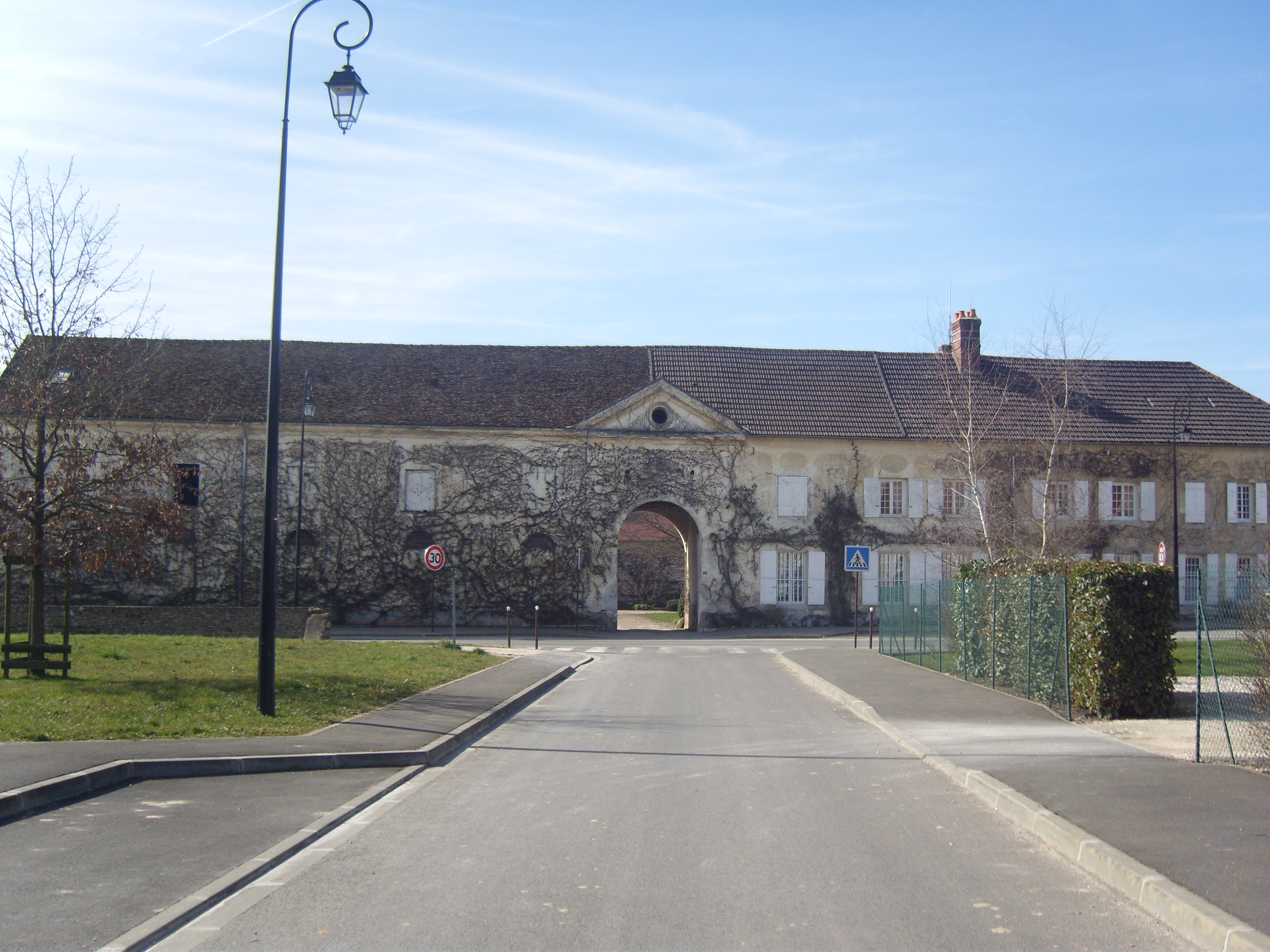
Ferme de la Jarrie.

La superficie de la commune est de 1 513 hectares ; l'altitude varie entre 89 mètres à l'extrémité sud au niveau du ru de Chevry et 117 mètres au nord de Coffry au niveau de la N 4. La commune de Châtres s'étend sur un plateau au relief peu marqué, le territoire est bordé au nord-est par la partie supérieure du Bréon qui creusera sa vallée en aval à Fontenay-Trésigny, la vallée du ru de Chevry débute au niveau de la Chalotterie.
Les paysages sont typiques de la Brie, marqués par une succession d'openfields (culture du blé, du maïs, de la betterave sucrière, maraîchage, etc.) entrecoupés de massifs forestiers plus ou moins denses (bois des Seigneur, les Trois Charmes, les Accrues, parc des Boulayes, bois Mignot, bois du Loribeau, bois de Lognes, Garenne des Pins, bois du Haut Champ, etc.).

### Hydrographie

#### Réseau hydrographique

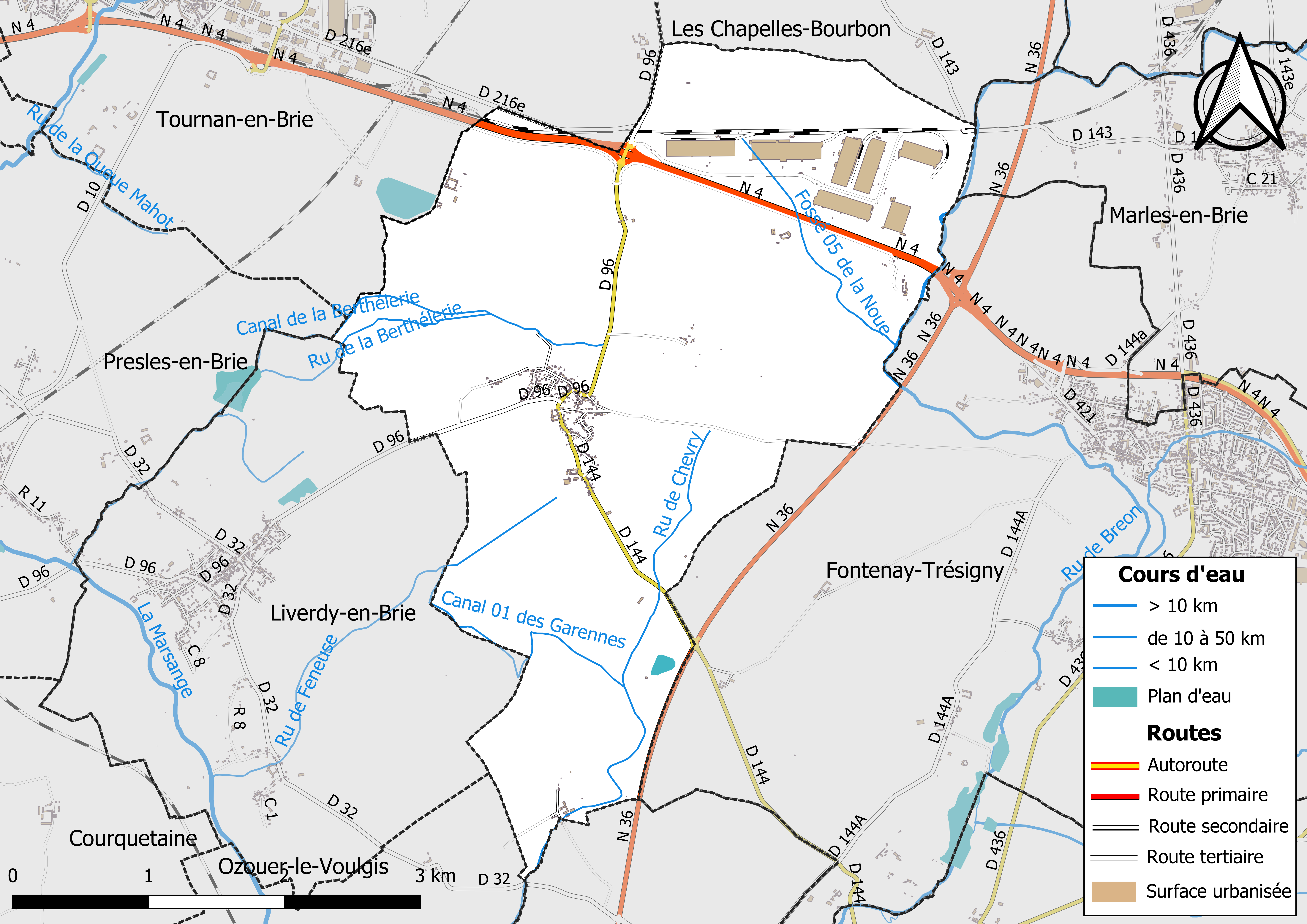
Carte des réseaux hydrographique et routier de Châtres.

Le réseau hydrographique de la commune se compose de sept cours d'eau référencés dont le territoire est situé à cheval sur les bassins versants de la Marsange et du Bréon.
La Marsange, à l'ouest, draine la majeure partie du territoire par ses affluents :
- le ru de Feneuse, 3,64 km[3] ;
- le ru de la Berthélerie (cours d'eau naturel et chenal non navigable), 4,97 km[4] ;
- le ru de Chevry, cours d'eau naturel et canal de 6,09 km[5], au centre et au sud ;

Les autres cours d'eau du territoire sont :
- le ru de Bréon 22,13 km[6] qui sert de limite communale à l'est avec Marles-en-Brie puis Fontenay-Trésigny ;
- le fossé 05 de la Noue, 2,06 km[7], qui conflue avec le ru de Bréon ;
- le canal de la Berthélerie, 2,30 km[8], qui conflue avec le ru de la Berthélerie ;
- le canal 01 des Garennes, 2,44 km[9], qui conflue avec le ru de Chevry.

La longueur totale des cours d'eau sur la commune est de 12,78 km.

#### Gestion des cours d'eau
Afin d’atteindre le bon état des eaux imposé par la Directive-cadre sur l'eau du 23 octobre 2000, plusieurs outils de gestion intégrée s’articulent à différentes échelles : le SDAGE, à l’échelle du bassin hydrographique, et le SAGE, à l’échelle locale. Ce dernier fixe les objectifs généraux d’utilisation, de mise en valeur et de protection quantitative et qualitative des ressources en eau superficielle et souterraine. Le département de Seine-et-Marne est couvert par six SAGE, au sein du bassin Seine-Normandie.
La commune fait partie du SAGE « Yerres », approuvé le 13 octobre 2011. Le territoire de ce SAGE correspond au bassin versant de l’Yerres, d'une superficie de 1 017 km2, parcouru par un réseau hydrographique de 450 kilomètres de long environ, répartis entre le cours de l’Yerres et ses affluents principaux que sont : le ru de l'Étang de Beuvron, la Visandre, l’Yvron, le Bréon, l’Avon, la Marsange, la Barbançonne, le Réveillon. Le pilotage et l’animation du SAGE sont assurés par le syndicat mixte pour l’Assainissement et la Gestion des eaux du bassin versant de l’Yerres (SYAGE), qualifié de « structure porteuse ».

### Climat
Pour des articles plus généraux, voir Climat de l'Île-de-France et Climat de Seine-et-Marne.
En 2010, le climat de la commune est de type climat océanique dégradé des plaines du Centre et du Nord, selon une étude du CNRS s'appuyant sur une série de données couvrant la période 1971-2000. En 2020, Météo-France publie une typologie des climats de la France métropolitaine dans laquelle la commune est exposée à un climat océanique altéré et est dans la région climatique Nord-est du bassin Parisien, caractérisée par un ensoleillement médiocre, une pluviométrie moyenne régulièrement répartie au cours de l’année et un hiver froid (3 °C).
Pour la période 1971-2000, la température annuelle moyenne est de 10,8 °C, avec une amplitude thermique annuelle de 15,1 °C. Le cumul annuel moyen de précipitations est de 726 mm, avec 11,6 jours de précipitations en janvier et 8 jours en juillet. Pour la période 1991-2020, la température moyenne annuelle observée sur la station météorologique la plus proche, située sur la commune de Montereau-sur-le-Jard à 17 km à vol d'oiseau, est de 11,6 °C et le cumul annuel moyen de précipitations est de 657,9 mm,. Pour l'avenir, les paramètres climatiques de la commune estimés pour 2050 selon différents scénarios d'émission de gaz à effet de serre sont consultables sur un site dédié publié par Météo-France en novembre 2022.

### Milieux naturels et biodiversité
L’inventaire des zones naturelles d'intérêt écologique, faunistique et floristique (ZNIEFF) a pour objectif de réaliser une couverture des zones les plus intéressantes sur le plan écologique, essentiellement dans la perspective d’améliorer la connaissance du patrimoine naturel national et de fournir aux différents décideurs un outil d’aide à la prise en compte de l’environnement dans l’aménagement du territoire.
Le territoire communal de Châtres comprend une ZNIEFF de type 1,,
l'« Étang du bois du Vivier » (2,82 ha)
, et un ZNIEFF de type 2,,
le « Bois du Vivier » (54,13 ha), couvrant 2 communes du département.

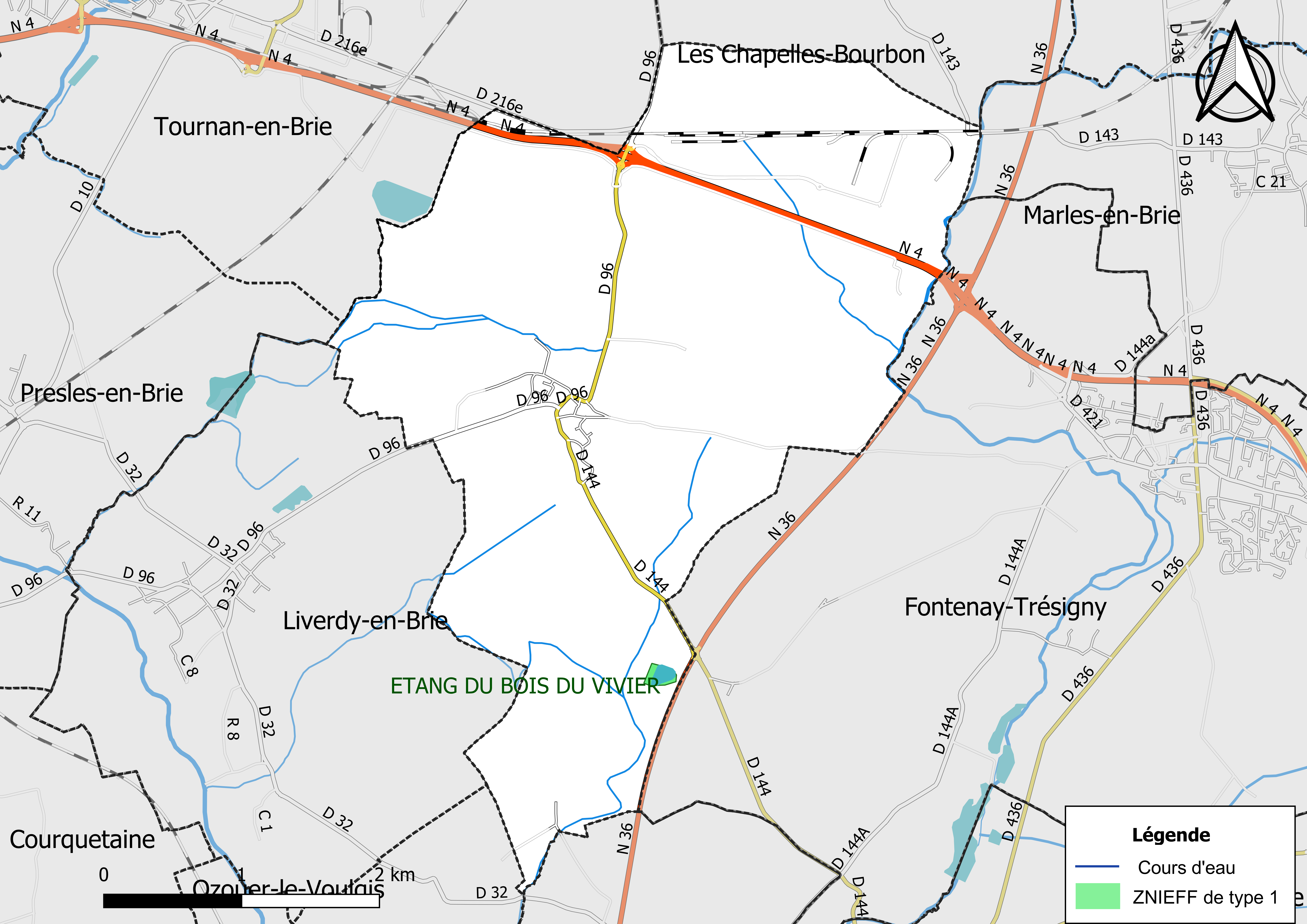
Carte des ZNIEFF de type 1 de la commune.
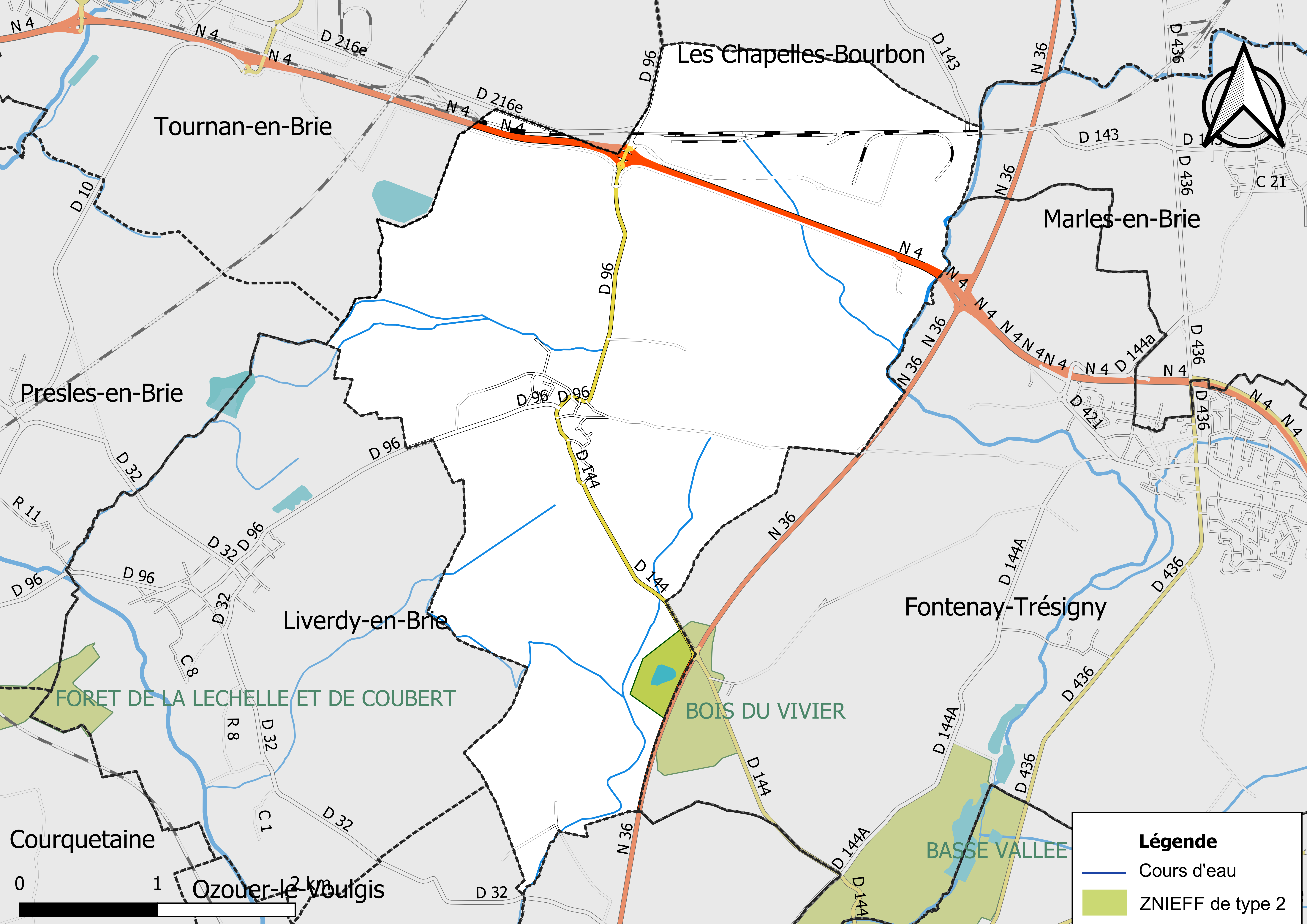
Carte des ZNIEFF de type 2 de la commune.

## Urbanisme

### Typologie
Au 1er janvier 2024, Châtres est catégorisée bourg rural, selon la nouvelle grille communale de densité à sept niveaux définie par l'Insee en 2022.
Elle est située hors unité urbaine. Par ailleurs la commune fait partie de l'aire d'attraction de Paris, dont elle est une commune de la couronne,. Cette aire regroupe 1 929 communes,.

### Lieux-dits et écarts
La commune compte 59 lieux-dits administratifs répertoriés consultables ici (source : le fichier Fantoir) dont les Boulayes, Coffry, le Grand Loribeau, le Petit Loribeau, Boistron, la Chalotterie, le Mesnil, la Rue, le Châtelet.

### Occupation des sols
L'occupation des sols de la commune, telle qu'elle ressort de la base de données européenne d’occupation biophysique des sols Corine Land Cover (CLC), est marquée par l'importance des territoires agricoles (56,6 % en 2018), en diminution par rapport à 1990 (64,8 %). La répartition détaillée en 2018 est la suivante :
terres arables (49,3 %), forêts (30,5 %), zones industrielles ou commerciales et réseaux de communication (8,4 %), prairies (7,3 %), espaces verts artificialisés, non agricoles (2,4 %), zones urbanisées (2,1 %).
Parallèlement, L'Institut Paris Région, agence d'urbanisme de la région Île-de-France, a mis en place un inventaire numérique de l'occupation du sol de l'Île-de-France, dénommé le MOS (Mode d'occupation du sol), actualisé régulièrement depuis sa première édition en 1982. Réalisé à partir de photos aériennes, le Mos distingue les espaces naturels, agricoles et forestiers mais aussi les espaces urbains (habitat, infrastructures, équipements, activités économiques, etc.) selon une classification pouvant aller jusqu'à 81 postes, différente de celle de Corine Land Cover,,. L'Institut met également à disposition des outils permettant de visualiser par photo aérienne l'évolution de l'occupation des sols de la commune entre 1949 et 2018.

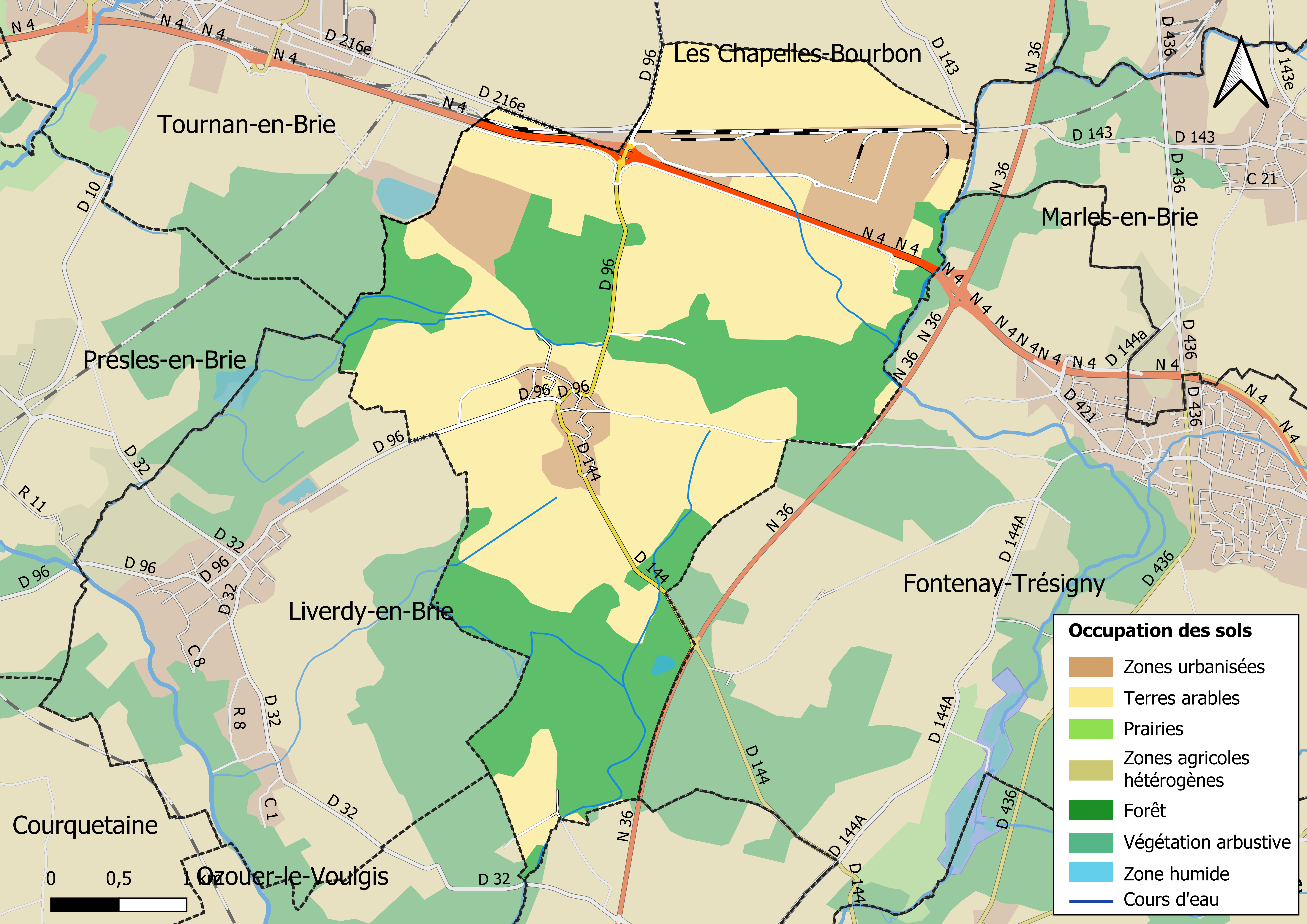
Carte des infrastructures et de l'occupation des sols en 2018 (CLC) de la commune.
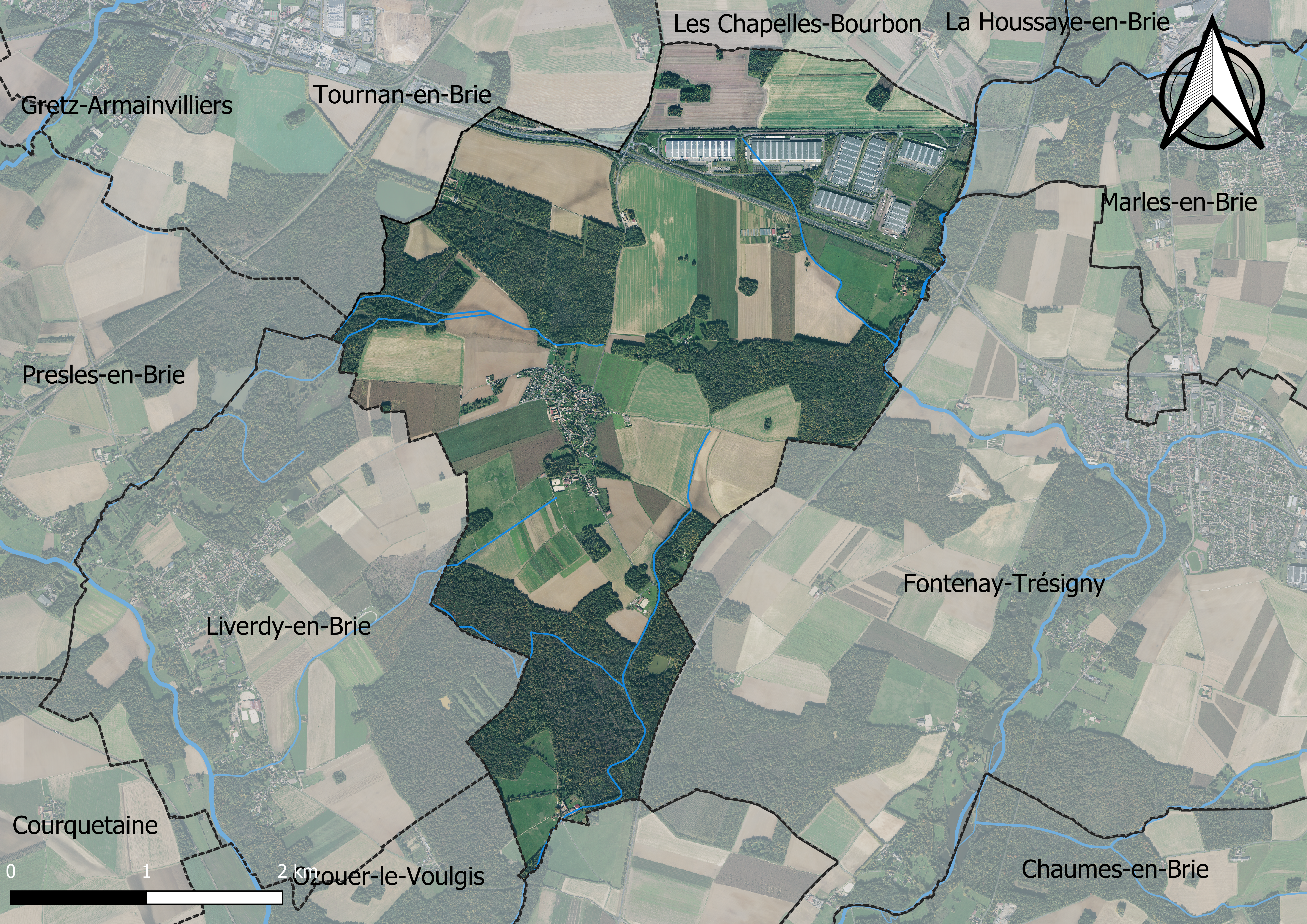
Carte orthophotogrammétrique de la commune.

### Planification
La commune disposait en 2019 d'un plan local d'urbanisme en révision. Le zonage réglementaire et le règlement associé peuvent être consultés sur le Géoportail de l'urbanisme.

### Logement
En 2017, le nombre total de logements dans la commune était de 268 dont 96,5 % de maisons et 2,7 % d'appartements.
Parmi ces logements, 91,2 % étaient des résidences principales, 5,7 % des résidences secondaires et 3,1 % des logements vacants.
La part des ménages fiscaux propriétaires de leur résidence principale s'élevait à 98,4 % contre 3,2 % de locataires et 2 % logés gratuitement.

### Voies de communication et transports

#### Routes et pistes cyclables

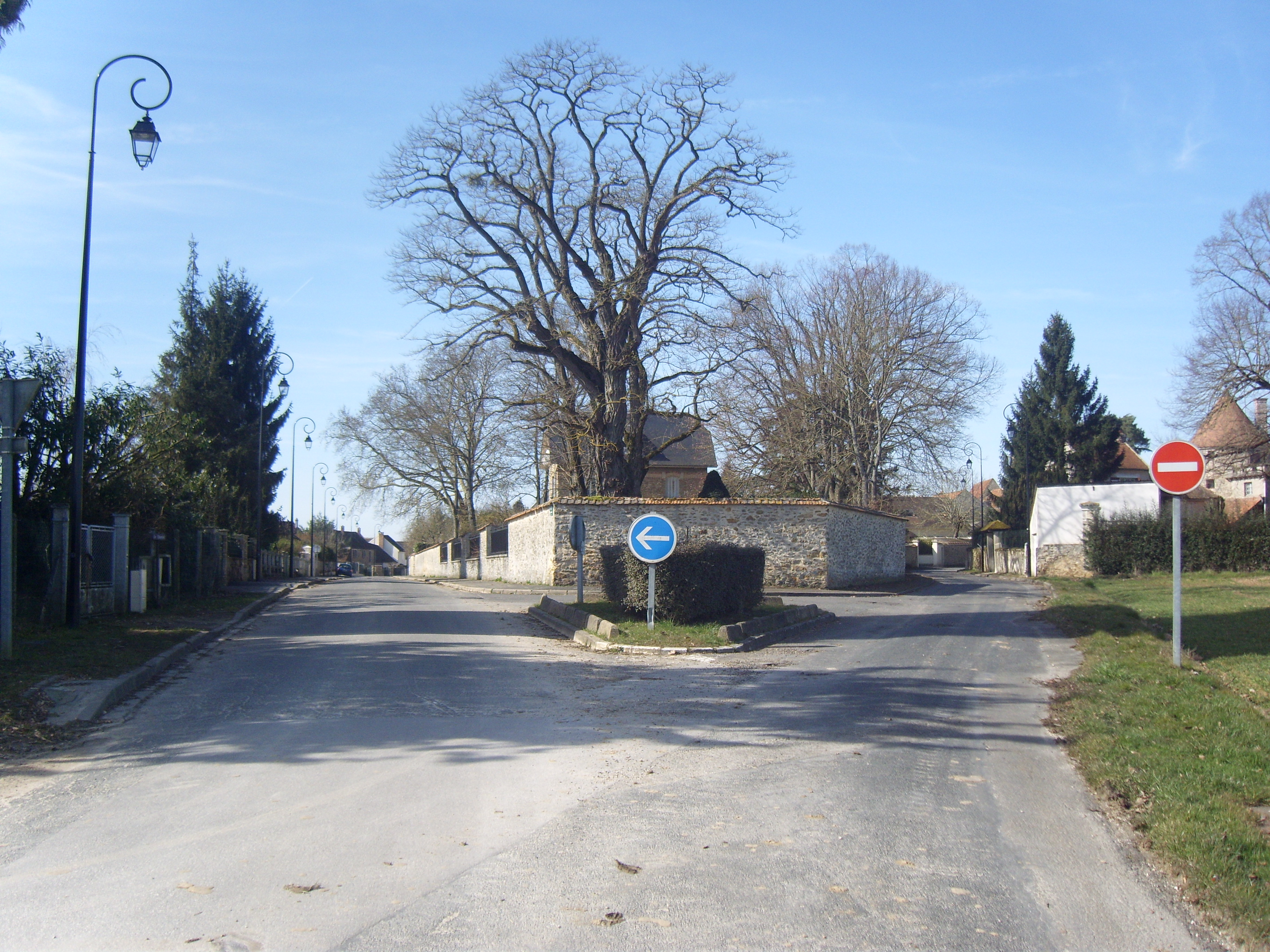
Entrée de Châtres depuis Fontenay-Trésigny

Le territoire communal est desservi par :
- la N 4 au niveau de la ZAC du Val Bréon, axe ouest-est majeur reliant Paris à Nancy et interconnecté à la N 36 par un échangeur situé à l'est de Boitron ;
- la N 36, axe nord-sud majeur qui permet l’accès à l’A4 vers Paris ou Meaux ou Strasbourg au nord et l’accès à la N 4 au sud vers Melun ou Tournan-en-Brie ;
- la RD 96, axe nord-sud secondaire, qui relie notamment Villeneuve-le-Comte avec Marne-la-Vallée par Neufmoutiers-en-Brie au nord, et Coubert par Liverdy-en-Brie au sud-ouest ;
- la RD 32, reliant Gretz-Armainvilliers au nord-ouest et Chaumes-en-Brie au sud-est ;
- la voie communale no 2 vers Fontenay-Trésigny.

#### Transports en commun
Châtres est traversée au nord par la ligne Paris - Coulommiers.
Les gares les plus proches sont :
- la gare de Tournan. Elle desservie par les trains de la ligne P du Transilien ainsi que par ceux de la ligne E du RER. Paris est à environ 35 kilomètres.
- la gare de Marles-en-Brie de la ligne P du Transilien direction Coulommiers Paris Est par Tournan.

Châtres est desservie par trois lignes de bus :
- 21, 37 et 409 du réseau de bus du Pays Briard.

## Toponymie
Le nom est mentionné au XIIIe siècle sous les formes Chatres en 1220 ; La Chastre vers 1222 ; Parrochia de Chastris en 1239 ; Chates en 1261 ; De Castris in Bria en 1272 ; Chaatres au XVIIIe siècle ; Chastres en Brie en 1349 ; Chatre en Brie au XVIIIe siècle,.
Châtres dérive du latin castrum, camp romain ou du bas latin castra, castras, « ville fortifiée ».

## Histoire
Le village a été traversé dès le XVIIIe siècle par la grande route rectiligne de Paris à Rozay passant par Tournan et Fontenay.

## Politique et administration

### Rattachements administratifs et électoraux
Châtres se trouve dans le département de Seine-et-Marne. Rattachée depuis la Révolution française à l'arrondissement de Melun, elle intègre le 1er janvier 2017 l'arrondissement de Provins afin de faire coïncider les limites d'arrondissement et celles des intercommunalités.
Pour l'élection des députés, la commune fait partie depuis 2012 de la troisième circonscription de Seine-et-Marne.
Châtres appartenait depuis 1793 du canton de Tournan-en-Brie. Dans le cadre du redécoupage cantonal de 2014 en France, la commune est désormais rattachée au canton de Fontenay-Trésigny.
Châtres relève du tribunal d'instance, du tribunal de grande instance, de la cour d'assises, du tribunal pour enfants et du tribunal de commerce de Melun, du conseil de prud'hommes de Meaux et de la cour d'appel de Paris. Dans l'ordre administratif, elle fait partie du ressort du tribunal administratif de Melun et de la cour administrative d'appel de Paris.

### Intercommunalité
Châtres faisait partie de la communauté de communes du Val Bréon, créée en 1995.
Dans le cadre des dispositions de la loi portant nouvelle organisation territoriale de la République (Loi NOTRe) du 7 août 2015, qui prévoit que les établissements publics de coopération intercommunale (EPCI) à fiscalité propre doivent avoir un minimum de 15 000 habitants (et 5 000 habitants en zone de montagnes), le préfet de Seine-et-Marne a approuvé un nouveau schéma départemental de coopération intercommunale (SDCI) qui prévoit notamment la fusion de la  communauté de communes de la Brie boisée, de la communauté de communes du Val Bréon et de la communauté de communes les Sources de l'Yerres, avec rattachement de la commune de Courtomer. Cette fusion entraîne d'importantes tensions entre les présidents de la CCVB et la CCCB.
Par arrêté préfectoral du 23 décembre 2016, le Val Bréon fusionne le 1er janvier 2017 avec d'autres communautés de communes pour former la nouvelle intercommunalité du Val Briard, dont la commune est désormais membre.

### Tendances politiques et résultats
Longtemps marquée par les rapports sociaux découlant de la propriété foncière, la Seine-et-Marne est, de manière générale, un département de tradition plutôt conservatrice, même si elle a été rapidement, sous la Troisième République, gagnée aux idées républicaines. Cette tradition conservatrice se manifeste notamment dans les arrondissements ruraux de Seine-et-Marne, où sont régulièrement élus des candidats issus des partis de droite.

### Liste des maires
| Période                                  | Période                    | Identité                | Étiquette | Qualité                                                                            |
| ---------------------------------------- | -------------------------- | ----------------------- | --------- | ---------------------------------------------------------------------------------- |
| 1793                                     |                            | Claude Bertrand         |           |                                                                                    |
| An IV                                    |                            | Simon Garnier           |           |                                                                                    |
| An VI                                    |                            | Augustin Jolly          |           |                                                                                    |
| An VIII                                  |                            | Pierre Montant-Dauphin  |           |                                                                                    |
| 1814                                     |                            | Nicolas-Louis Charonnat |           |                                                                                    |
| 1818                                     |                            | Claude Berthelin        |           |                                                                                    |
| 1836                                     |                            | Polycarpe Robin         |           |                                                                                    |
| 1837                                     |                            | Jean-Baptiste Trutat    |           |                                                                                    |
| 1849                                     |                            | Jérôme-Cérice Rozé      |           |                                                                                    |
| 1855                                     |                            | Etienne-Adolphe Trutat  |           |                                                                                    |
| Les données manquantes sont à compléter. |                            |                         |           |                                                                                    |
| mai 1945                                 | septembre 1957             | Louis Lambert           |           |                                                                                    |
| septembre 1957                           | juin 1973                  | André Darnay            |           |                                                                                    |
| juin 1973                                | mars 2001                  | Robert Fery             |           |                                                                                    |
| mars 2001                                | En cours (au 25 juin 2018) | Michel Rollin           | DVD       | Ouvrier Chevalier de l’ordre des palmes académiques Réélu pour le mandat 2014-2020 |

La mairie – maison d’école a été construite en 1858. Depuis le 10 ventôse an II, les réunions municipales avaient lieu dans une petite salle de la maison presbytère.

### Jumelages
La commune de Châtres n'est jumelée avec aucune autre commune[réf. nécessaire].

## Équipements et services

### Eau et assainissement
L’organisation de la distribution de l’eau potable, de la collecte et du traitement des eaux usées et pluviales relève des communes. La loi NOTRe de 2015 a accru le rôle des EPCI à fiscalité propre en leur transférant cette compétence. Ce transfert devait en principe être effectif au 1er janvier 2020, mais la loi Ferrand-Fesneau du 3 août 2018 a introduit la possibilité d’un report de ce transfert au 1er janvier 2026,.

#### Assainissement des eaux usées
En 2020, la commune de Châtres gère le service d’assainissement collectif (collecte, transport et dépollution) en régie directe, c’est-à-dire avec ses propres personnels.
L’assainissement non collectif (ANC) désigne les installations individuelles de traitement des eaux domestiques qui ne sont pas desservies par un réseau public de collecte des eaux usées et qui doivent en conséquence traiter elles-mêmes leurs eaux usées avant de les rejeter dans le milieu naturel. Le Syndicat mixte Centre Brie pour l'ANC (SMCBANC) assure pour le compte de la commune le service public d'assainissement non collectif (SPANC), qui a pour mission de vérifier la bonne exécution des travaux de réalisation et de réhabilitation, ainsi que le bon fonctionnement et l’entretien des installations,.

#### Eau potable
En 2020, l'alimentation en eau potable est assurée par la commune qui gère le service en régie,,.

## Population et société

### Démographie
L'évolution du nombre d'habitants est connue à travers les recensements de la population effectués dans la commune depuis 1793. Pour les communes de moins de 10 000 habitants, une enquête de recensement portant sur toute la population est réalisée tous les cinq ans, les populations de référence des années intermédiaires étant quant à elles estimées par interpolation ou extrapolation. Pour la commune, le premier recensement exhaustif entrant dans le cadre du nouveau dispositif a été réalisé en 2008.

En 2022, la commune comptait 712 habitants, en évolution de +6,75 % par rapport à 2016 (Seine-et-Marne : +3,92 %, France hors Mayotte : +2,11 %).
| 1793 | 1800 | 1806 | 1821 | 1831 | 1836 | 1841 | 1846 | 1851 |
| ---- | ---- | ---- | ---- | ---- | ---- | ---- | ---- | ---- |
| 311  | 256  | 209  | 250  | 281  | 316  | 318  | 305  | 276  |

| 1856 | 1861 | 1866 | 1872 | 1876 | 1881 | 1886 | 1891 | 1896 |
| ---- | ---- | ---- | ---- | ---- | ---- | ---- | ---- | ---- |
| 275  | 350  | 364  | 356  | 333  | 328  | 322  | 322  | 300  |

| 1901 | 1906 | 1911 | 1921 | 1926 | 1931 | 1936 | 1946 | 1954 |
| ---- | ---- | ---- | ---- | ---- | ---- | ---- | ---- | ---- |
| 306  | 310  | 302  | 278  | 305  | 276  | 278  | 259  | 268  |

| 1962 | 1968 | 1975 | 1982 | 1990 | 1999 | 2006 | 2008 | 2013 |
| ---- | ---- | ---- | ---- | ---- | ---- | ---- | ---- | ---- |
| 237  | 179  | 283  | 494  | 530  | 555  | 572  | 577  | 622  |

| 2018 | 2022 | - | - | - | - | - | - | - |
| ---- | ---- | - | - | - | - | - | - | - |
| 689  | 712  | - | - | - | - | - | - | - |

### Enseignement
Châtres est située dans l'académie de Créteil.
La commune dispose de l'école maternelle et élémentaire Robert-Fery.
La commune est rattachée au collège Jean-Baptiste-Vermay de Tournan-en-Brie. L’établissement, qui a été entièrement rénové et agrandi de plus de 2 500 m2 en 2014, fait partie des plus grands collèges de Seine-et-Marne.

### Santé
L'hôpital le plus proche est la clinique privée de Tournan-en-Brie.

### Sécurité
Châtres dépend de la gendarmerie de Tournan-en-Brie et du centre d'intervention et de secours inauguré en mai 2013 et situé en périphérie d'agglomération à l'extrémité de la rue Bertaux.

### Médias
Le quotidien régional Le Parisien, dans son édition locale Seine-et-Marne, ainsi que le bi-hebdomadaire Le Pays Briard relatent les informations locales.
La commune est en outre dans le bassin d’émission des chaînes de télévision France 3 Paris Île-de-France Centre et d'IDF1.

### Cultes

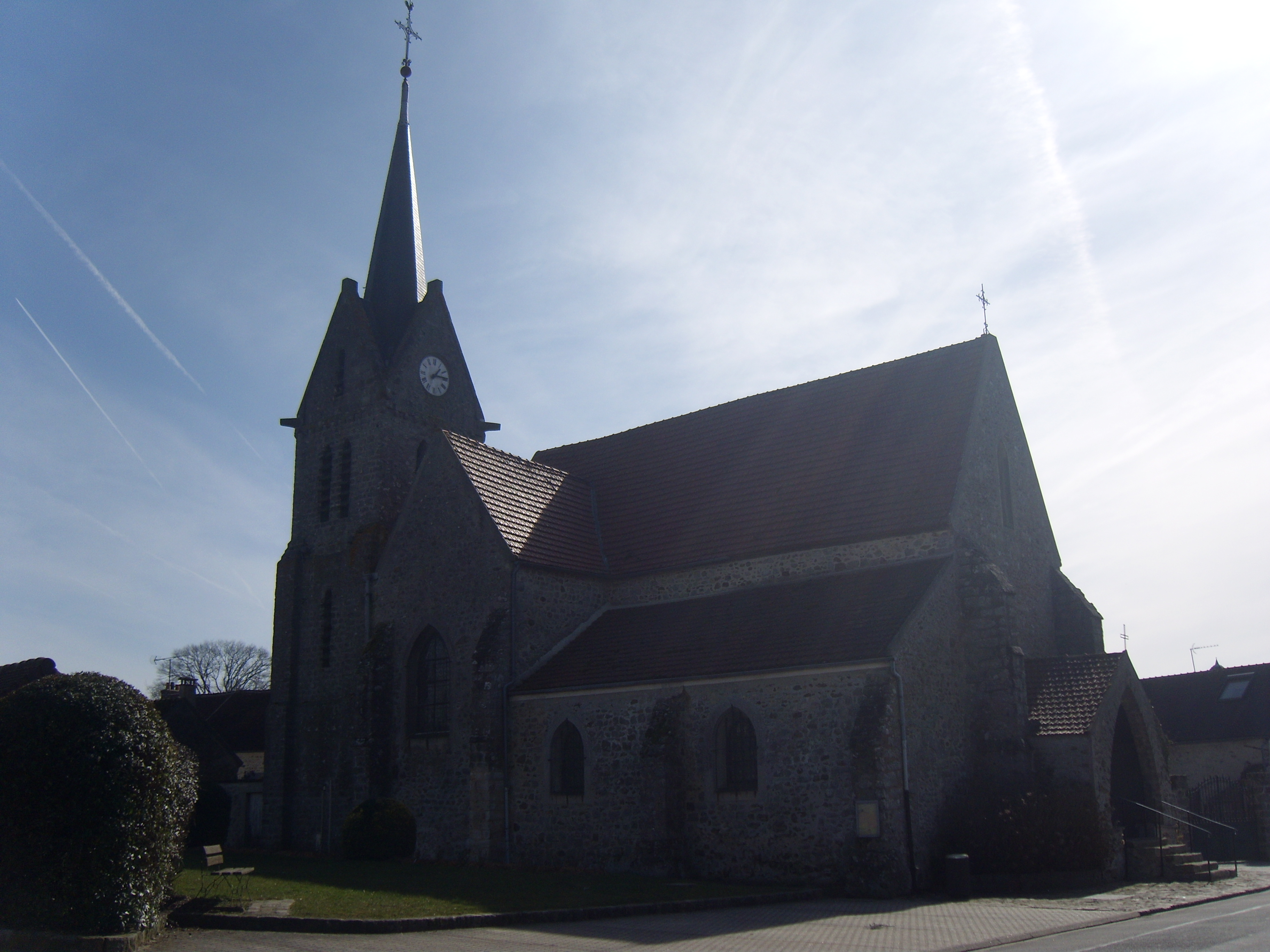
Église Saint-Antonin-de-Pamiers.

La commune de Châtres fait partie de la paroisse catholique « Pôle missionnaire de Pontault-Combault » au sein du diocèse de Meaux. Elle dispose de l'église Saint-Antonin-de-Pamiers.

## Économie

### Revenus de la population et fiscalité
En 2018, le nombre de ménages fiscaux de la commune était de 245, représentant 708 personnes et la  médiane du revenu disponible par unité de consommation  de 28 670 euros.

### Emploi
En 2018, le nombre total d’emplois dans la zone était de 1 021, occupant 339 actifs  résidants (dont 10,9 % dans la commune de résidence et 89,1 % dans une commune autre que la commune de résidence).
Le taux d'activité de la population (actifs ayant un emploi) âgée de 15 à 64 ans s'élevait à 78,8 % contre un taux de chômage de 2,6 %.
Les 18,6 % d’inactifs se répartissent de la façon suivante : 8,6 % d’étudiants et stagiaires non rémunérés, 7,6 % de retraités ou préretraités et 2,4 % pour les autres inactifs.

### Secteurs d'activité

#### Entreprises et commerces
En 2019, le nombre d’unités légales et d’établissements (activités marchandes hors agriculture) par secteur d'activité était de 35 dont 2 dans l’industrie manufacturière, industries extractives et autres, 7 dans la construction, 7 dans le commerce de gros et de détail, transports, hébergement et restauration, 2 dans l’Information et communication, 2 dans les activités immobilières, 6 dans les activités spécialisées, scientifiques et techniques et activités de services administratifs et de soutien, 2 dans l’administration publique, enseignement, santé humaine et action sociale et 7  étaient relatifs aux autres activités de services.
- ZAC du Val Bréon.

En 2020, 10 entreprises ont été créées sur le territoire de la commune, dont 7 individuelles.
Au 1er janvier 2021, la commune ne disposait pas d’hôtel et de terrain de camping.

#### Agriculture
Châtres est dans la petite région agricole dénommée la « Brie boisée », une partie de la Brie autour de Tournan-en-Brie. En 2010, l'orientation technico-économique de l'agriculture sur la commune est diverses cultures (hors céréales et oléoprotéagineux, fleurs et fruits).
Si la productivité agricole de la Seine-et-Marne se situe dans le peloton de tête des départements français, le département enregistre un double phénomène de disparition des terres cultivables (près de 2 000 ha par an dans les années 1980, moins dans les années 2000) et de réduction d'environ 30 % du nombre d'agriculteurs dans les années 2010. Cette tendance n'est pas confirmée au niveau de la commune qui voit le nombre d'exploitations augmenter et passer de 6 en 1988 à 7 en 2010. Parallèlement, la taille de ces exploitations diminue, passant de 106 ha en 1988 à 76 ha en 2010.
Le tableau ci-dessous présente les principales caractéristiques des exploitations agricoles de Châtres, observées sur une période de 22 ans :
|                                      | 1988 | 2000 | 2010 |
| ------------------------------------ | ---- | ---- | ---- |
| Dimension économique,                |      |      |      |
| Nombre d’exploitations (u)           | 6    | 7    | 7    |
| Travail (UTA)                        | 12   | 9    | 13   |
| Surface agricole utilisée (ha)       | 636  | 523  | 530  |
| Cultures                             |      |      |      |
| Terres labourables (ha)              | 556  | 478  | 526  |
| Céréales (ha)                        | 355  | 288  | 293  |
| dont blé tendre (ha)                 | 233  | 208  | 278  |
| dont maïs-grain et maïs-semence (ha) | 99   | 37   | s    |
| Tournesol (ha)                       | 53   |      |      |
| Colza et navette (ha)                | 62   | s    | s    |
| Élevage                              |      |      |      |
| Cheptel (UGBTA)                      | 178  | 59   | 97   |

## Culture locale et patrimoine

### Monuments et lieux remarquables
- Le château des Boulayes[75] : de style néoclassique, construit en 1785 par l'architecte Nicolas-Claude Girardin, qui fut le collaborateur d'Étienne-Louis Boullée, pour Claude Bélanger, colonel des Gardes du corps du roi, ainsi que son parc[76].

### Autre lieux et monuments
On peut noter :

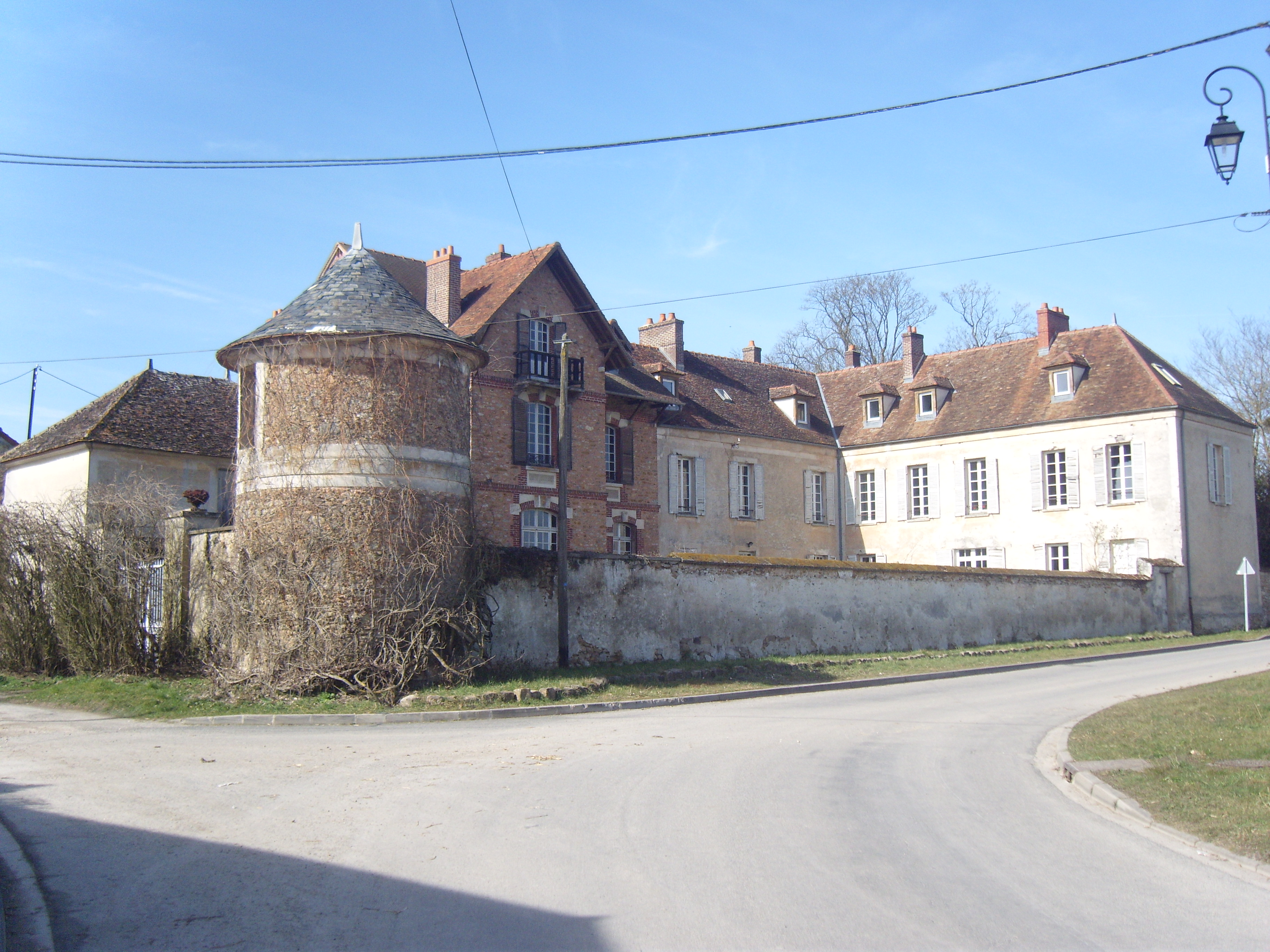
Ferme et pigeonnier du Mesnil.

- L'église Saint-Antonin-de-Pamiers : construite entre 1180 et 1220, et restaurée au XVIe siècle[77], auquel il convient d’ajouter le patrimoine mobilier classé suivant :
  - Cloche en bronze datant de 1782 nommée Antoinette[78] ;
  - Verrière représentant le baptême de Clovis (Chevet)[79] ;
  - Bénitier en pierre taillé, daté du XIXe siècle (Entrée de la nef)[80] ;
  - Statue de Saint Félix, en bois taillé et peint (polychrome)[81] ;
  - Statue d’un saint évêque, en bois taillé et peint (polychrome)[82] ;
  - Tableau représentant l’ Annonciation, peinture à l'huile[83] ;
  - Confessionnal à trois loges, la loge centrale, pour le confesseur, est fermée par une porte à barreaux tournés[84] ;
  - Verrière représentant la Nativité de la Vierge (Mur sud de la chapelle sud)[85] ;
  - Bénitier du XVIIIe siècle avec fût terminé par des grosses volutes. La vasque en forme de coquille est rapportée. (Entrée)[86] ;
  - Statue d’un Christ en croix, en bois taillé et peint[87] ;
  - Bancs de fidèles (Nef et bas-côtés)[88] ;
  - Deux tableaux : Vierge à l'Enfant avec sainte Elisabeth et saint Jean-Baptiste et Saint Evêque, peinture à l'huile sur toile (Bas-côté gauche)[89].
- La ferme de la Jarrie ;
- Le colombier du Mesnil ;
- Le colombier du Châtelet ;
- La ferme du Grand Loribeau ;
- Le château et la ferme de Boitron.

### Héraldique
| Blason de Châtres | Blason  | Coupé: au 1er de gueules au saint priant d'or, vêtu et nimbé d'argent, issant du trait de partition et accosté en chef des lettres capitales d'or S à dextre et F à senestre, au 2e d'azur au soleil d'or mouvant de l'angle senestre de la pointe; le tout enfermé dans une bordure de sable chargée de trois fasces d'argent. Ornements extérieursTimbré d'une couronne murale et soutenu à dextre d'une gerbe de blé d'or et à senestre d'une branche de chêne de sinople englantée d'or, croisées et liées de gueules en sautoir à la pointe. |
| Blason de Châtres | Détails | Figure sur le site de la mairie. |

#### Histoire
- Christian de Bartillat, Au Village de Brie, Presses du Village, 1984, 352 p.
- Frédéric-Auguste Denis, Lectures sur l'histoire de l'agriculture en Seine-et-Marne, Presses du Village, 1982, 376 p.
- André Laurent, La Seine-et-Marne autrefois, Éditions Horvath, 1982, 192 p.  (ISBN 2-7171-0238-8)
- François et Maguy Palau, Le rail en France : Le Second empire (1852-1857), Tome I, Paris, Palau, 1998, 215 p.  (ISBN 2-95094-211-3)
- François et Maguy Palau, Le rail en France - Tome II, 1858 - 1863, 2001, 223 p.  (ISBN 978-2-95094-212-8)
- René-Charles Plancke, La vie rurale en Seine-et-Marne 1853-1953, Éditions Amatteis, 1982, 256 p.
- René-Charles Plancke, Histoire de Seine-et-Marne vie paysanne, Éditions Amatteis, 1986, 432 p.

#### Patrimoine architectural
- Collectif d’historiens, Le patrimoine des communes de la Seine-et-Marne - tome 2, Paris, Éditions Flohic, 2001, 1507 p. (ISBN 2-84234-100-7), « Châtres », p. 1427–1428